# Conus ortneri
El Conus ortneri es una especie de caracol de mar, un molusco gasterópodo marino en la familia Conidae, los caracoles cono y sus aliados.
Al igual que todas las especies dentro del género Conus, estos caracoles son depredadores y venenosos. Son capaces de «picar» a los seres humanos y seres vivos, por lo que debe ser manipulado con cuidado o no hacerlo en absoluto.

## Descripción
La longitud máxima registrada de su concha es de 25 mm.

## Hábitat
La profundidad mínima registrada es de 6 m y la máxima de 7 m.